# Clemerson de Araújo Soares
Clemerson de Araújo Soares (sinh ngày 8 tháng 8 năm 1977) là một cầu thủ bóng đá người Brasil.

## Sự nghiệp câu lạc bộ
Clemerson de Araújo Soares đã từng chơi cho Shimizu S-Pulse và Gamba Osaka.

## Thống kê câu lạc bộ

### J.League
| Đội             | Năm       | J.League | J.League | J.League Cup | J.League Cup | Tổng cộng | Tổng cộng |
| Đội             | Năm       | Trận     | Bàn      | Trận         | Bàn          | Trận      | Bàn       |
| --------------- | --------- | -------- | -------- | ------------ | ------------ | --------- | --------- |
| Shimizu S-Pulse | 2004      | 29       | 9        | 7            | 1            | 36        | 10        |
| Gamba Osaka     | 2005      | 33       | 33       | 11           | 6            | 44        | 39        |
| Tổng cộng       | Tổng cộng | 62       | 42       | 18           | 7            | 80        | 49        |